# Scott Davies
Scott Davies (Carmarthen, 5 agosto 1995) è un ex ciclista su strada britannico, è stato professionista dal 2016 al 2021.

## Palmarès
- 2012 (dilettanti)

Campionati britannici, Cronometro juniores
- 2014 (dilettanti)

Campionati britannici, Cronometro Under-23
- 2015 (dilettanti)

Campionati britannici, Cronometro Under-23
- 2016 (Team Wiggins, due vittorie)

Campionati britannici, Cronometro Under-23
4ª tappa Ronde de l'Isard d'Ariège (Eaunes > Saint-Girons)
- 2017 (Team Wiggins, una vittoria)

Campionati britannici, Cronometro Under-23

### Altri successi
- 2015 (dilettanti)

Classifica giovani Flèche du Sud

## Piazzamenti

### Grandi Giri
- Giro d'Italia

2019: 118º
- Vuelta a España

2020: 111º

### Classiche monumento
- Liegi-Bastogne-Liegi

2018: ritirato
- Giro di Lombardia

2020: ritirato

### Competizioni mondiali
- Campionati del mondo su strada

Firenze 2013 - In linea Juniores: 7º
Ponferrada 2014 - Cronometro Under-23: 24º
Ponferrada 2014 - In linea Under-23: 34º
Richmond 2015 - Cronometro Under-23: 34º
Richmond 2015 - In linea Under-23: 126º
Doha 2016 - In linea Under-23: non partito
Bergen 2017 - Cronometro Under-23: 10º
Bergen 2017 - In linea Under-23: 95º